# Alfred Zerlik
Ludwig Alfred Zerlik (* 29. März 1914 in Theusing; † 23. Jänner 1986 in Linz) war ein österreichischer Lehrer und sudetendeutscher Historiker.

## Leben
Er war der Sohn des Maurer- und Zimmermeisters Ludwig Zerlik und kam als Zwilling auf die Welt. Während sein Bruder Rudolf Josef Zerlik den elterlichen Hof und die Gastwirtschaft in Theusing übernahm, besuchte er in der Tschechoslowakei die Gymnasien in Duppau und Eger und studierte ab 1933 Geschichte und Geographie an der Deutschen Karls-Universität in Prag. 1938 promovierte er dort zum Dr. phil. Das Thema seiner Dissertation lautete Abt Johannes Meuskönig und seine Zeit. Das Stift Tepl in der Zeit der Glaubensspaltung von 1521–1596. Gleichzeitig legte er erfolgreich die Prüfung für Mittelschullehrer ab. In Prag war er Mitglied im katholischen Hochschulring der Staffelsteiner.
Seine erste Anstellung erhielt Alfred Zerlik 1938 nach dem Anschluss Österreichs an das Deutsche Reich als Lehrer an der Oberschule in Steyr. 1940 wurde er zur deutschen Wehrmacht einberufen. 1945 kehrte er aus dem Krieg zurück und wurde Lehrer an der Bundesrealschule Linz mit Tätigkeit in Freinberg.
Von 1947 bis 1952 war Alfred Zerlik Realschulvertreter der Gewerkschaft und ab 1952 Realschulvertreter der Mittelschullehrer. Er trug den Professor-Titel.
Nach Gründung der Sudetendeutschen Landsmannschaft wurde er deren Kulturreferent in Oberösterreich. Außerdem war er Bundesvorsteher der Eghalanda Gmoin in Österreich, Vüastreia der Eghalanda Gmoin zu Linz, langjähriger Mitarbeiter und Autor der Sudetenpost, Konsulent der oberösterreichischen Landesregierung und Kulturreferent des Oberösterreichischen Trachtenverbandes.

## Ehrungen
- 1982 Dr.-Egon-Schwarz-Gedächtnispreis[1]